# Игра в имена
«Игра в имена» (телугу అష్టా-చమ్మా, Ashta Chamma) — индийский фильм режиссёра Мохана Индраганти на языке телугу, вышедший в прокат 5 сентября 2008 года. Вольная экранизация комедии «Как важно быть серьёзным» Оскара Уайльда. Героиня влюбляется в парня, которого зовут также, как и её кумира, однако выясняется, что он солгал о своём имени.
Главные роли исполнили Нани, Свати Редди, Сринивас Авасарала и Бхаргави.
По результатам проката картина получила статус «суперхит». Фильм принёс своим создателям 2 Nandi Awards и одну Filmfare Awards South.

## Сюжет
Лаванья — большая поклонница Махеша Бабу. После известия о его свадьбе она решает, что должна выйти замуж за парня по имени Махеш. Её сосед Ананд решает избавиться от постоянного шума, который она создаёт, устроив её брак. Он находит симпатичного парня по имени Махеш и знакомит его с Лаваньей. Молодые люди быстро находят общий язык и начинают встречаться. Однако, когда Лаванья рассказывает Махешу, как ей нравится его имя, тот обижается и уходит.
Позднее он признается Ананду, что Махеш — не настоящее его имя. На самом деле его зовут Рам Бабу, он рано остался без родителей и взял на себя заботы о семейной усадьбе. Это сильно давило на него, и он начал уезжать на время в Хайдарабад, чтобы развеяться. Своей сестре он говорил, что едет в гости к  другу по имени Махеш, а в городе стал представляться этим именем.
Ананд отправляется в деревню своего друга, и представляется Махешем его сестре, Варалакшми. Ему она очень нравится, а он начинает нравиться ей. Узнав об этом, Рам Бабу возвращается домой, но вытурить Ананда из дома не получается. Вслед за Рам Бабу приезжает Лаванья. Встретившись, Варалакшми и Лаванья обе называют себя невестой Махеша и ссорятся.

## В ролях
- Нани — Рам Бабу / Махеш
- Свати Редди[англ.] — Лаванья
- Сринивас Авасарала[англ.] — Ананд / Махеш
- Бхаргави[англ.] — Варалакшми
- Таникелла Бхарани[англ.] — Сарва Шарма
- Хема[англ.] — Аммаджи
- Васу Интури[англ.] — Ранга
- Шиваннараяна Нарипедди[англ.] — отец Ананда
- Рагини[англ.] — мать Ананда

## Производство
После получившего Национальную кинопремию Grahanam и не слишком успешного Mayabazaar, режиссёр Мохан Кришна Индраганти принялся за сценарий следующего фильма, который был заявлен как «история двух пар молодых людей».
Сюжет фильма основан на пьесе Оскара Уайльда «Как важно быть серьёзным», в то же время Мохан Кришна попытался вывести на первый план героиню, которая задумывалась как своеобразная и немного сумасшедшая девушка. Первый вариант сценария был готов через два месяца и занимал более 225 страниц, так что его пришлось переписать, что заняло ещё два-три месяца.
Режиссёр планировал взять на главную роль Бхумику Чавлу, но не преуспел в этом. Тогда он отдал её Свати, которую изначально взяли на роль второго плана. Вместе с ней на ведущую роль был переведён Нани — радиодиджей, которого Мохан Кришна увидел в рекламном ролике.
Вторую героиню сыграла телевизионная актриса Бхаргави. Кастинг на роль второго героя был проведён через интернет, в результате чего был выбран Сринивас Авасарала, инженер-техник из Princeton University Labs. Для него как и для Нани это был дебют в кино.
Музыку к фильму написал Кальян Малик, чья работа в фильме Aithe и сериале Amrutham понравилась режиссёру. Саундтрек фильму был запущен на радиостанции Big FM Studio и лишь потом выпущен в виде музыкального альбома, что не обычно для индийской киноиндустрии.
Продюсером фильма стал давний друг режиссёра Рам Мохан Паруву, выпустивший фильм под своим недавно созданным баннером Art Beat Capital. Камеру доверили оператору П. Г. Винда, с которым режиссёр работал в двух предыдущих фильмах. Мартханд К. Венкатеш стал монтажёром, Равиндра — художником-постановщиком, Арвинд Джашуа подобрал костюмы, а Ситарама Шастри написал тексты песен.

## Саундтрек
Все тексты написаны Сиривеннелой Ситарамой Шастри, вся музыка написана Кальяном Кодури.
| №  | Название                | Исполнители                 | Длительность |
| -- | ----------------------- | --------------------------- | ------------ |
| 1. | «Nammalo Ledo»          | Срирама Чандра, Манаса Вина | 4:46         |
| 2. | «Hello Antoo»           | Шрикришна, Сушма            | 4:07         |
| 3. | «Aadinchi Ashta Chamma» | Шрикришна                   | 3:41         |
| 4. | «Thidathara Kodathara»  | Срирама Чандра              | 4:22         |
| 5. | «Ashta Chamma Theme»    | Сушма                       | 3:16         |

## Критика
| Рейтинги      | Рейтинги |
| Издание       | Оценка |
| ------------- | --- |
| Rediff.com    | 3 из 5 звёзд · 3 из 5 звёзд · 3 из 5 звёзд · 3 из 5 звёзд · 3 из 5 звёзд                                                                                      |
| Sify          | 3 из 5 звёзд · 3 из 5 звёзд · 3 из 5 звёзд · 3 из 5 звёзд · 3 из 5 звёзд                                                                                      |
| Idlebrain.com | 3,25 из 5 звёзд · 3,25 из 5 звёзд · 3,25 из 5 звёзд · 3,25 из 5 звёзд · 3,25 из 5 звёзд                                                                       |
| 123telugu.com | 4 из 5 звёзд · 4 из 5 звёзд · 4 из 5 звёзд · 4 из 5 звёзд · 4 из 5 звёзд                                                                                      |
| fullhyd.com   | 7 из 10 звёзд · 7 из 10 звёзд · 7 из 10 звёзд · 7 из 10 звёзд · 7 из 10 звёзд · 7 из 10 звёзд · 7 из 10 звёзд · 7 из 10 звёзд · 7 из 10 звёзд · 7 из 10 звёзд |

Радхика Раджамани из Rediff.com написала, что фильм «имеет такие основные черты как песни, семейные элементы сюжета, такие как потерянный-и-найденный в поезде ребёнок, романтика, сельские и городские пейзажи. Но что выделяет его отдельно, так это свежесть в сценарии, трактовка, характеры персонажей, тонки юмор, хорошие режиссура и актёрское исполнение. Также приятно видеть игру слов на телугу».
В рецензии на сайте Sify картина была названа — «полностью основанная на диалогах комедия, в сочетании с хорошей игрой, музыкой и текстами песен, удерживающей зрителей благодаря поворотам сюжета».
Idlebrain.com в своём отзыве включил в число положительных моментов актёрский состав и долю комедии, а также отсутствие в фильме привычных коммерческих элементов.
К недостаткам 123telugu.com отнесла то, что фильм могут счесть слегка крикливым местами, а кульминационный сюжетный поворот — слегка утрированным.
Дипа Гаримелла с сайта Fullhyd.com отметила наличие в фильме идеального распределения шуток, свободного телугу (благодаря производителям, собравшим только телугу-говорящих актёров), великолепного исполнения ролей и восхитительных, энергичных песен.

## Награды и номинации
| Награды и номинации | Награды и номинации            | Награды и номинации                  | Награды и номинации | Награды и номинации | Награды и номинации  |
| Дата                | Награда                        | Категория                            | Номинант            | Результат           | Ссылка               |
| ------------------- | ------------------------------ | ------------------------------------ | ------------------- | ------------------- | -------------------- |
| 27 января 2009      | Sitara Film Awards             | Лучший мужской дебют                 | Бхаскар             | Победа              | [ 13 ]               |
| 31 июля 2009        | Filmfare Awards South (Телугу) | Лучший фильм                         |                     | Номинация           | [ 14 ] [ 15 ] [ 16 ] |
| 31 июля 2009        | Filmfare Awards South (Телугу) | Лучшая мужская роль второго плана    | Сринивас Авасарала  | Номинация           | [ 14 ] [ 15 ] [ 16 ] |
| 31 июля 2009        | Filmfare Awards South (Телугу) | Лучшая женская роль                  | Свати               | Победа              | [ 14 ] [ 15 ] [ 16 ] |
| 21 августа 2009     | Santosham Film Awards          | Лучший развлекательный фильм         |                     | Победа              | [ 17 ]               |
| 21 августа 2009     | Santosham Film Awards          | Лучшая комедийная актриса            | Хема                | Победа              | [ 17 ]               |
| 24 октября 2009     | Nandi Awards                   | Лучший фильм для домашнего просмотра |                     | Победа              | [ 18 ] [ 19 ]        |
| 24 октября 2009     | Nandi Awards                   | Лучшая актриса                       | Свати Редди         | Победа              | [ 18 ] [ 19 ]        |